# Delphinium bakeri
Delphinium bakeri är en ranunkelväxtart som beskrevs av Joseph Andorfer Ewan. Delphinium bakeri ingår i släktet storriddarsporrar, och familjen ranunkelväxter. Inga underarter finns listade i Catalogue of Life.

## Bildgalleri

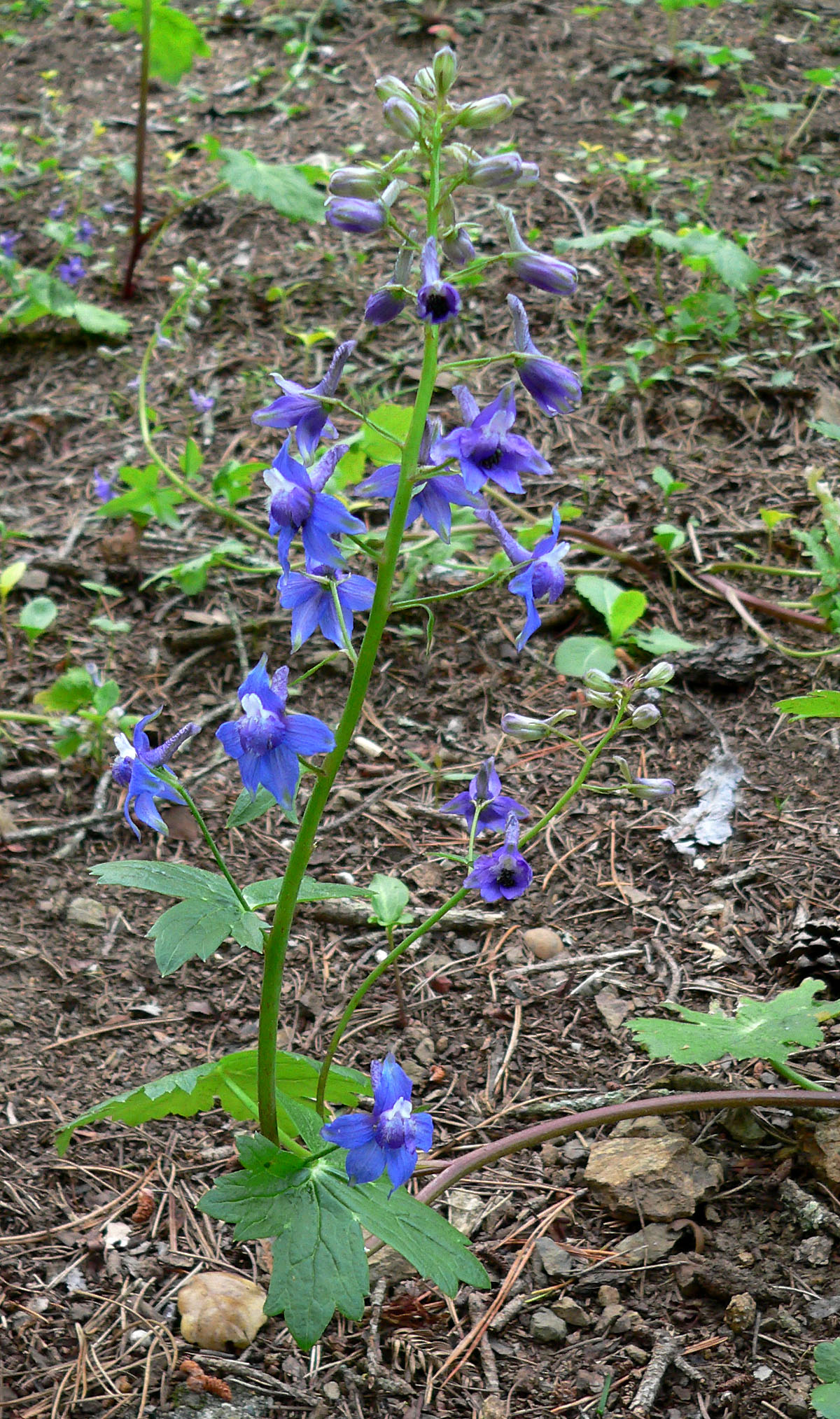
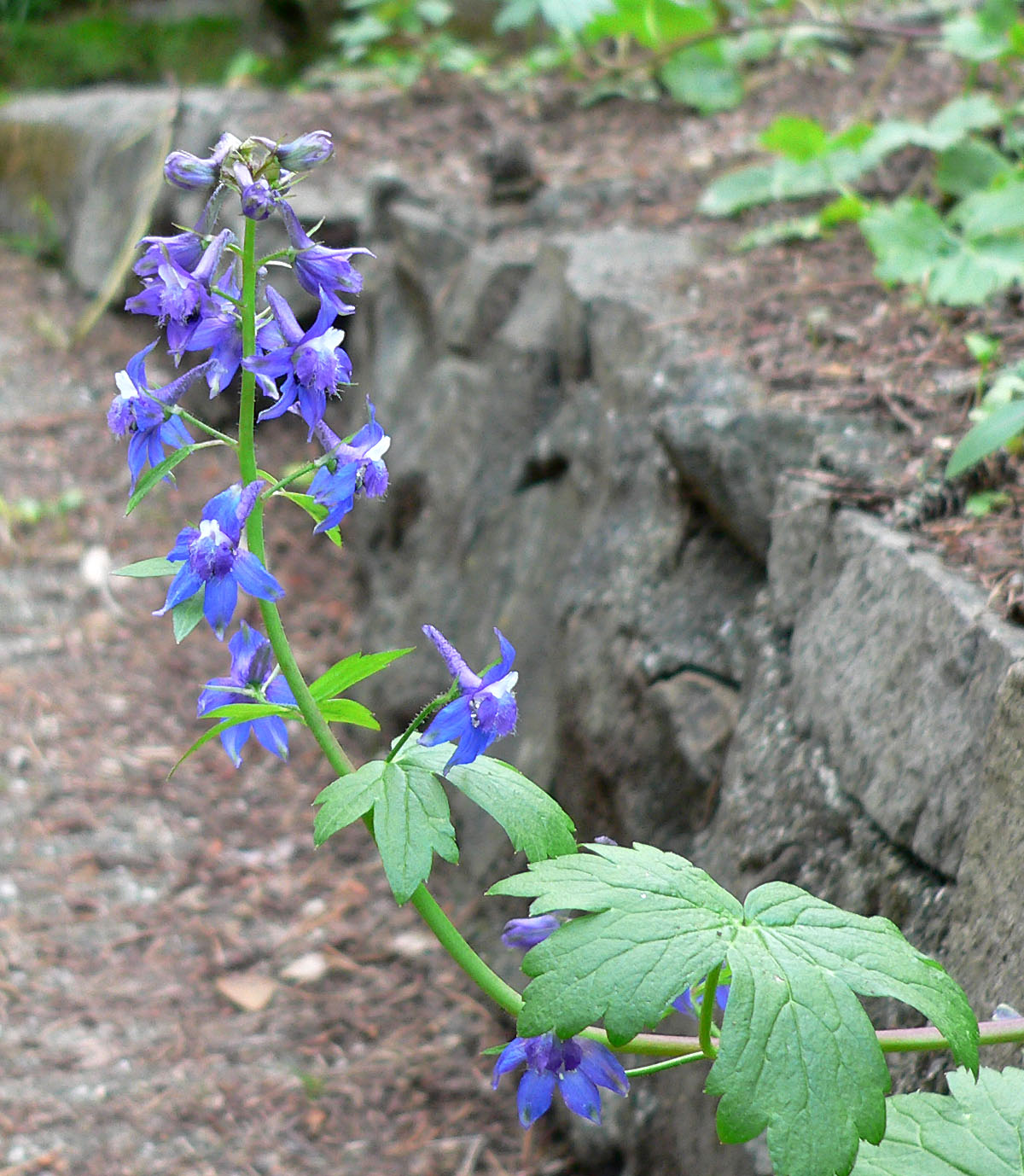
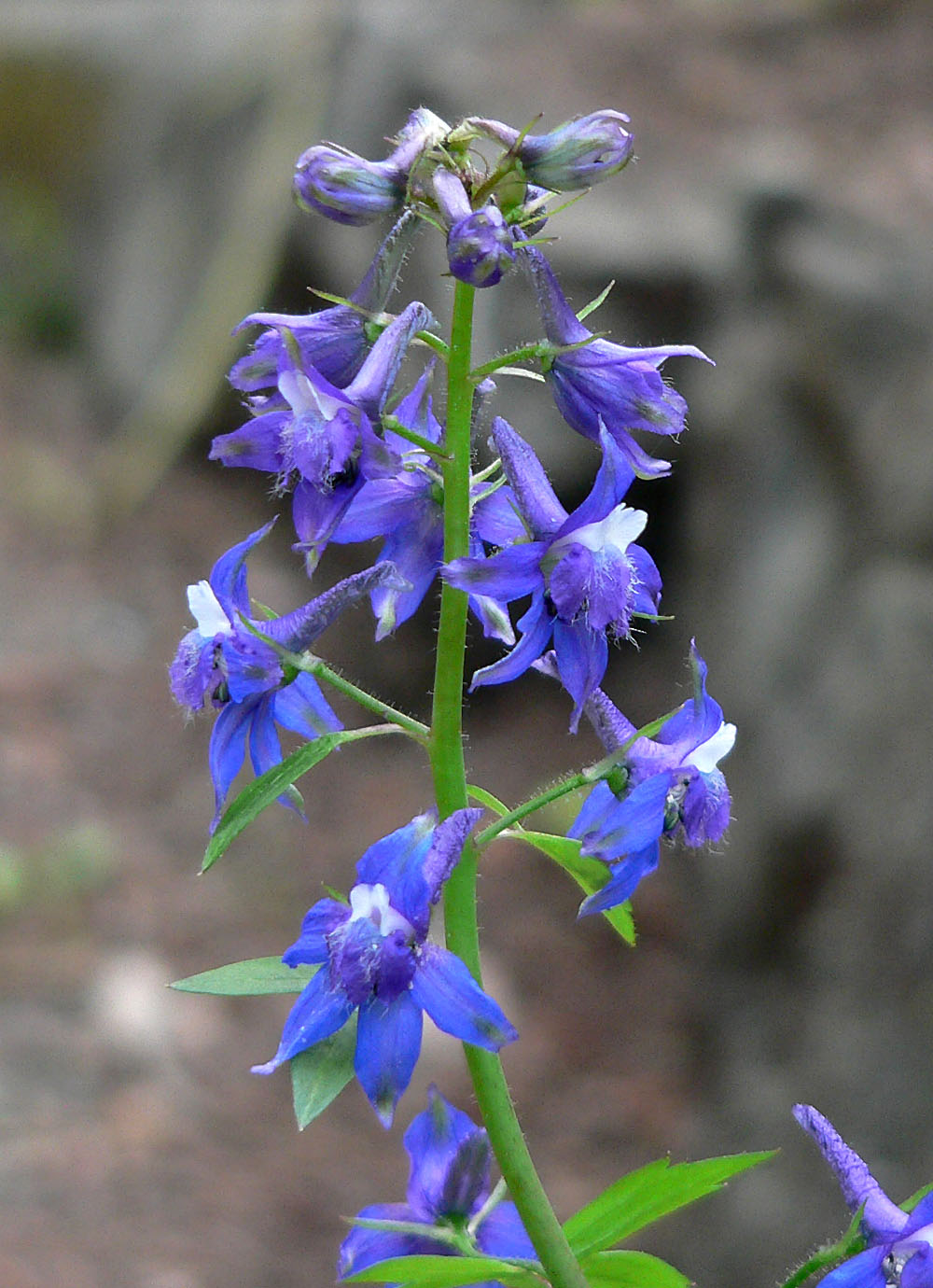
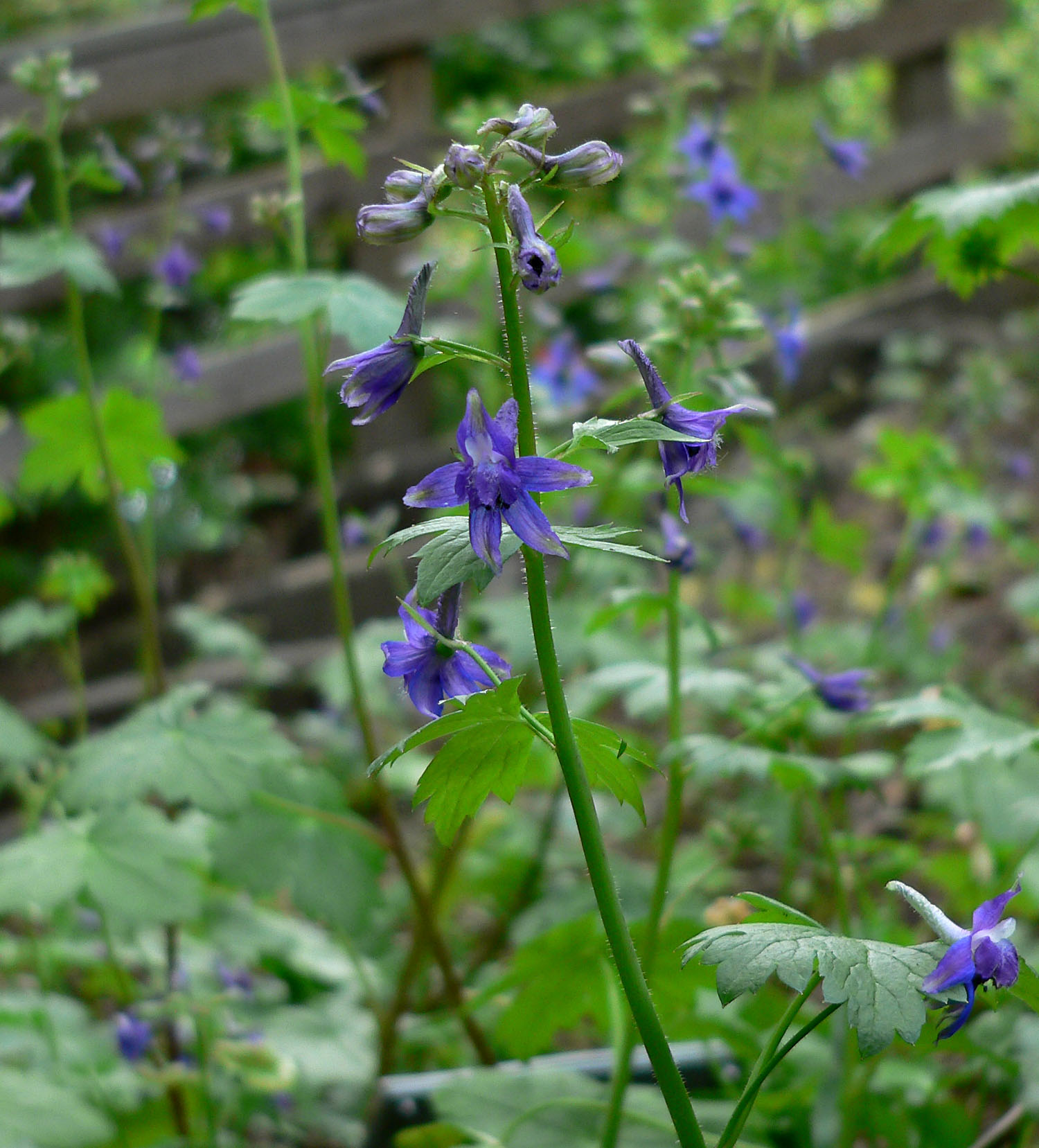
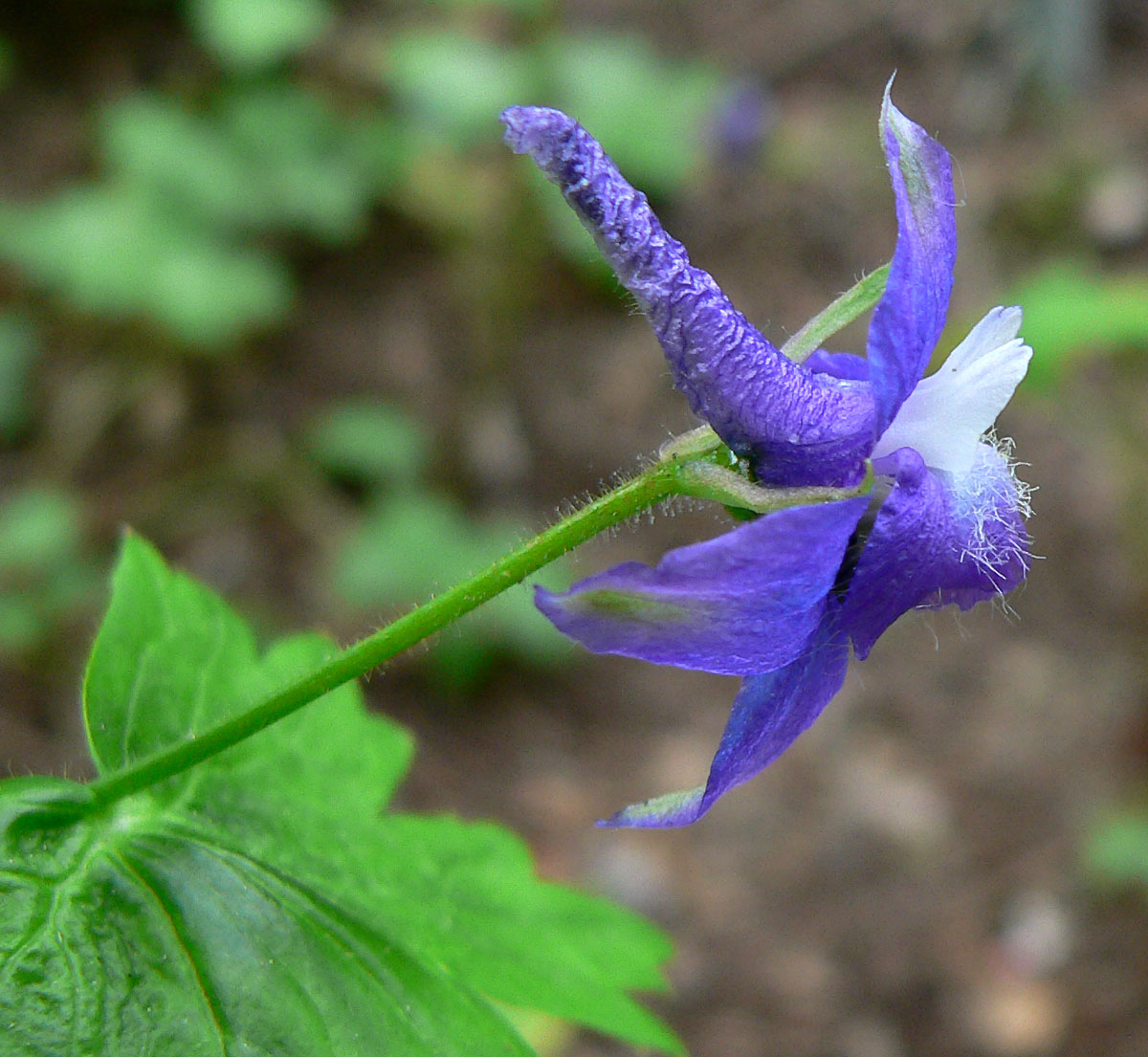